# Литвянский сельсовет
Литвянский сельсовет — упразднённая 1 июля 2013 года административная единица на территории Узденского района Минской области Белоруссии.

## Географическое положение
Расположен в северо-западной части Узденского района, в 7 км от районного центра города Узда.

## Состав
Литвянский сельсовет включал 11 населённых пунктов:
- Великая Уса — деревня.
- Губино — деревня.
- Каменка — деревня.
- Каменка — посёлок.
- Комаровка — посёлок.
- Лисовщина — деревня.
- Литвяны — агрогородок.
- Маковищи — деревня.
- Малая Уса — деревня.
- Новая Старина — деревня.
- Сокольщина — деревня.

Все населённые пункты вошли в состав Узденского сельсовета.

## Производственная сфера
- Производственный сельскохозяйственный кооператив «Литвяны». Специализируется на выращивании зерновых и зернобобовых культур, картофеля, льна.

## Социально-культурная сфера
- Учреждения образования: «Литвянская государственная образовательная средняя школа», «Литвянский государственный детский сад»
- Культура: Литвянский сельский Дом культуры и Литвянская сельская библиотека
- Медицинское обслуживание: Каменский и Литвянский фельдшерско-акушерские пункты